# Ernst Bednara
Ernst Ottomar Ignatz Bednara (* 26. Oktober 1881 in Orzegow, Landkreis Beuthen; † 18. September 1956 in Münster) war ein deutscher Lehrer und Heimatforscher.

## Werdegang
Ernst Bedanara wurde 1881 als Sohn des Rektors Ignaz Bednara und dessen Ehefrau Hedwig geb. Rakowsky geboren. Er legte das Abitur am Gymnasium in Beuthen ab und studierte anschließend Philologie an der Universität Breslau. Er wurde Mitglied der Burschenschaft Saxonia Breslau im ADB. 1905 schloss er mit Promotion ab. Er war als Lehrer in Glogau, Leobschütz und Oppeln tätig. Von 1908 bis 1945 unterrichtete er als Studienrat in Leobschütz. Nach dem Zweiten Weltkrieg kam er nach Westfalen und war Studienrat in Greven und Münster.
Neben seiner beruflichen Tätigkeit verfasste er mehrere Beiträge zur schlesischen Geschichte und übersetzte die ersten vier Bücher des Hauptwerks des römischen Historikers Titus Livius’ Ab urbo condita libri ins Deutsche.
Am 1. Juni 1908 heiratete er in Königshütte Hedwig Marie Helene Blochel, Tochter des dortigen Ingenieurs Ignaz Blochel und dessen Ehefrau Marie geb. Gaertner.

## Ehrungen
- 1952: Verdienstkreuz (Steckkreuz) der Bundesrepublik Deutschland